# 반인간: 흉칙한 스노우맨의 이야기
반인간: 흉칙한 스노우맨의 이야기(獣人雪男, Half Human)는 일본에서 제작된 혼다 이시로 감독의 1955년 공포, SF 영화이다. 존 캐러딘 등이 주연으로 출연하였고 로버트 B. 호멜 등이 제작에 참여하였다.

## 출연

### 주연
- 존 캐러딘
- 코치 모모코

### 조연
- 타카라다 아키라
- 네기시 아케미
- 러셀 도슨
- 로버트 칸스
- 사카이 사치오
- 나카무라 노부오
- 코도 코쿠텐
- 모리스 안크럼
- 켄지 카사하라

## 제작진
- 미술: 키타 타츠오
- 미술: 니콜라이 라미소프
- 배역: 린 스터마스터